# Hofpfisterei
Die Ludwig Stocker Hofpfisterei GmbH, kurz Hofpfisterei, ist eine in München ansässige Filialbäckerei, deren Absatzgebiet sich hauptsächlich auf Süddeutschland erstreckt. Die Hofpfisterei hat sich auf die Herstellung von Backwaren mit ökologisch erzeugten Zutaten spezialisiert.
2023 betrieb sie in Bayern, Baden-Württemberg und Berlin 146 Filialen, davon 128 in Bayern, 8 in Baden-Württemberg und 10 in Berlin. Die Pfister-Ökobrote sind auch in ca. 700 Einzelhandelsgeschäften in Süddeutschland erhältlich, in andere Regionen wird per Versand vertrieben. Der Stammsitz des Unternehmens liegt in der Kreittmayrstraße 5 im Münchner Stadtteil Maxvorstadt.

## Geschichte

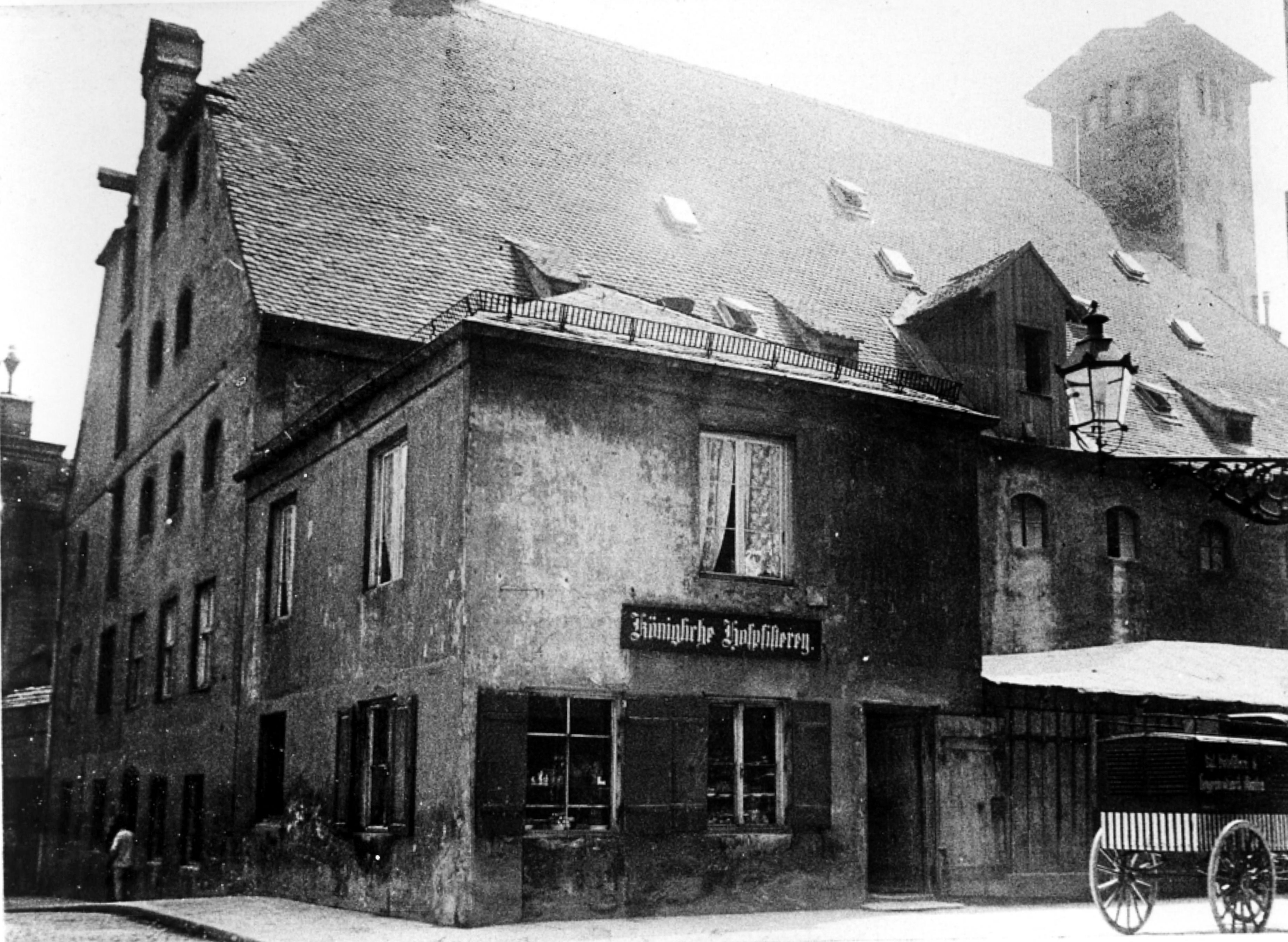
„Königliche Hofpfisterey“, 1897

Der Ursprung des Unternehmens reicht bis in das Jahr 1331 zurück. Für diese Zeit ist in München die Torats-Mühle (Mühle an der Stadtmauer, von lat.: Tarras – Wall, Mauer) nahe der alten Burg urkundlich nachgewiesen. In der wahrscheinlich bereits seit 1294 als Hofpfistermühle bestehenden Mühle wurde die herzogliche Pfisterei (lat.: pistrina – Bäckerei bzw. pistor – Bäcker) eingerichtet und ein Pfistermeister bestellt.
Die Hofpfisterei versorgte den herzoglichen Hof der Wittelsbacher mit Brot und Mehl. Im 17. Jahrhundert wurde die Hofpfisterei dem Pfistermeister „in Bestand gegeben“. Das bedeutete, dass der Pfistermeister ab diesem Zeitpunkt Pächter und selbstständiger Unternehmer war.
Im Rahmen der streng organisierten Zünfte genoss der Hofpfister das Privileg, die üblicherweise streng getrennten Handwerke des Müllers, des Mehlhändlers (Melber) und des Bäckers in seinem Betrieb vereinen zu dürfen. Zu seinen Aufgaben zählte auch die vom Hof verordnete Speisung Bedürftiger, sowie regelmäßige Brotgaben an Studenten, Klöster und Heime.
Anfang des 18. Jahrhunderts erhielten die Pfister eine eigene Zunft, ab 1825 waren sie in Innungen organisiert. Die Münchner Hofpfisterei wurde 1917 von Ludwig Stocker, einem Bäcker aus Niederbayern, gepachtet. Stocker war Angehöriger des „Stahlhelm“. Durch die Verfechtung einer stark durch die Interessen des gewerblichen „Mittelstandes“ geprägten Wirtschaftsauffassung geriet er immer stärker in den Bann der Parteipolemik. Bereits er begann mit einer Filialisierung mit einer ersten Filiale in Haidhausen.

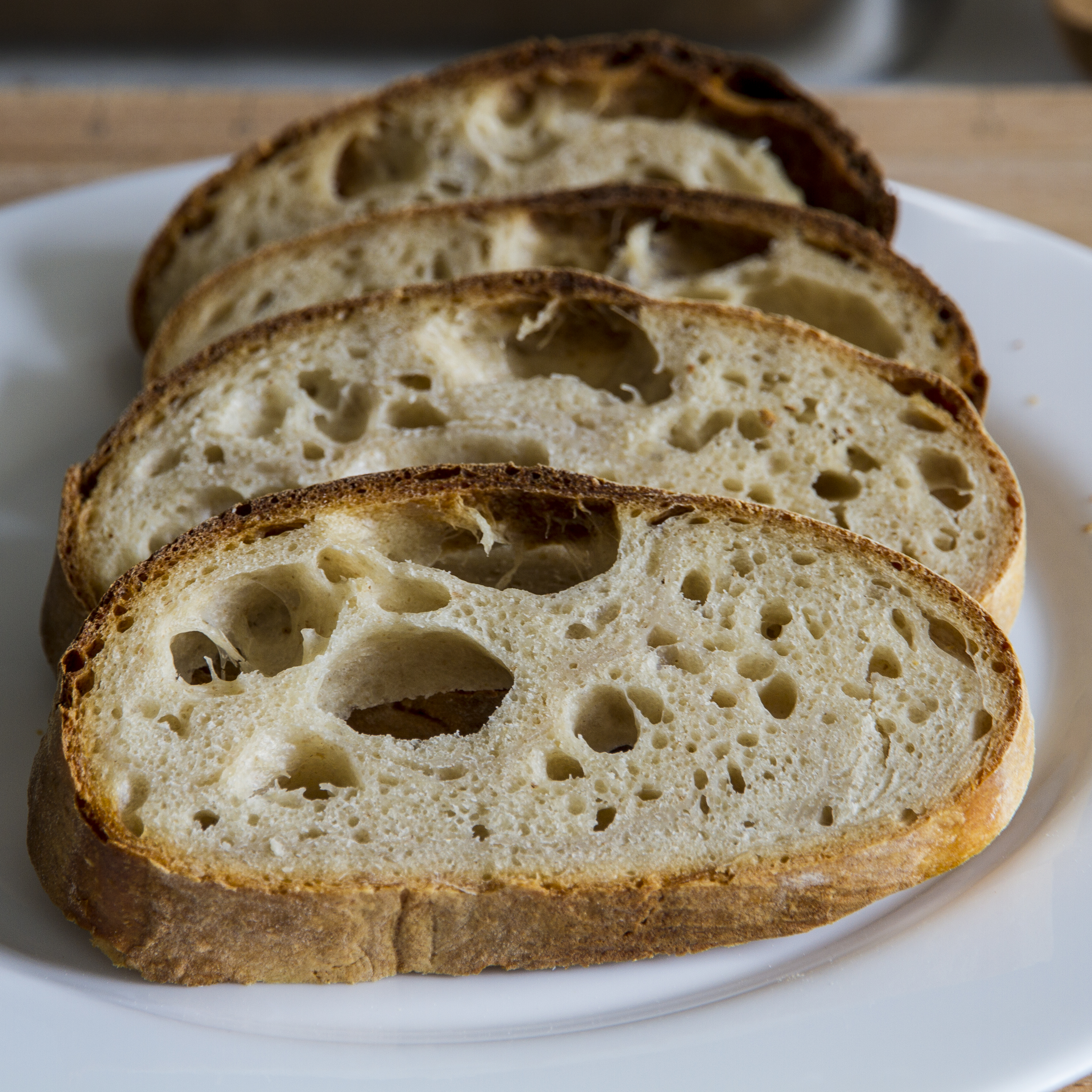
Geschnittenes Sauerteigbrot. Die Blasen im Teig nach dem Backen sind gut zu sehen.

Bei einem Bombenangriff wurde die Betriebsstätte der Hofpfisterei 1945 zerstört. Nach dem Zweiten Weltkrieg wurde ab 1948 wieder produziert. Die Pfistermühle in der Münchner Altstadt (Pfisterstraße, nahe dem Hofbräuhaus am Platzl) wurde 1958 von der Staatlichen Schlösserverwaltung verkauft, der Unternehmenssitz wurde 1964 in die Kreittmayrstraße verlagert. 1958 buk er auch erstmals die geschützte Brotsorte „Sonne“.
Im Jahr 1970 übernahm Siegfried Stocker (1944–2016) das Unternehmen von seinem Vater. Er verfolgte eine Differenzierungsstrategie, indem er naturnahe (ökologische) Fertigung in den Vordergrund stellte. Eine ganzseitige Zeitungsannonce, mit der Stocker um Unterstützung seiner Strategie durch die bayerischen Landwirte warb, fand 1981 wenig Resonanz. Ungeachtet dessen stellte der Betrieb die Produktion sukzessive um.  Ab 1994 waren alle Bauernbrote und Weizenkleingebäcke auf ausschließlich ökologische Zutaten umgestellt.

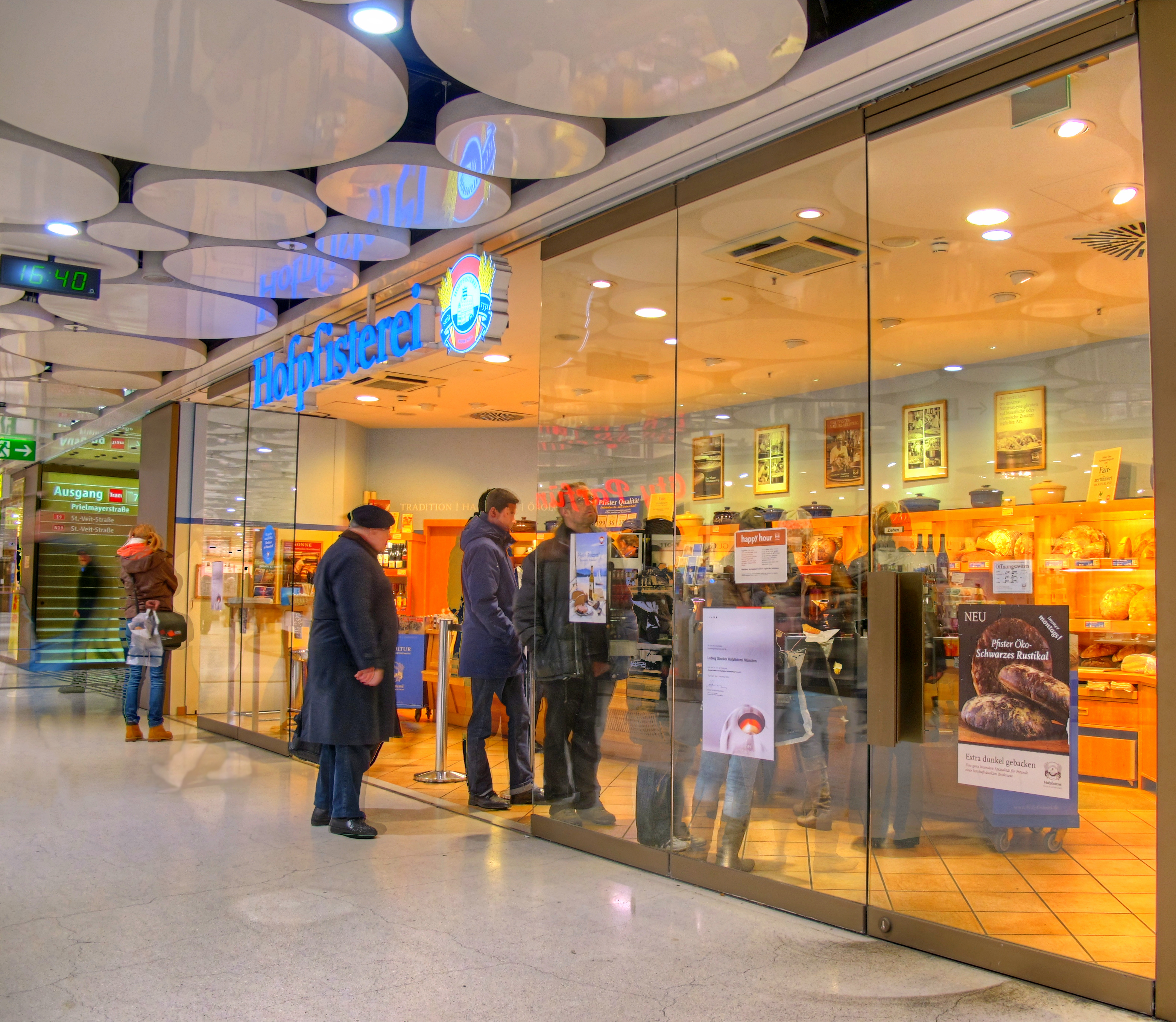
Filiale im Stachus-Untergeschoss

Mit dem wachsenden Umweltbewusstsein der Bevölkerung in den 1980er Jahren konnte die Hofpfisterei ihre Marktposition festigen. Mit dem Öko-Landwirtschaftsverband Naturland arbeitet die Hofpfisterei seit 1989 zusammen. Im Jahr 1988 wurde die Meyermühle in Landshut übernommen, 1990 Stocker’s Backstube in Lauf. 1992 gründete die Hofpfisterei zusammen mit Naturland die Öko-Fleischerei Die Landfrau, die sie 1998 vollständig übernahm.
Nach dem Tod von Siegfried Stocker 2016 übernahm dessen Tochter Nicole Stocker die Firmengeschäfte.

## Kritik
2010 beanstandete die Verbraucherschutzorganisation foodwatch, dass die Hofpfisterei ihre Produkte mit der Bezeichnung bewusster Verzicht auf Zusätze bewerbe, obwohl sehr wohl Backhilfsmittel eingesetzt würden. Diese verwendeten Zusatzstoffe seien allerdings, so foodwatch, in der Ökoproduktion legal. Das Unternehmen reagierte auf die Kritik mit der Ankündigung, Werbung und Produkthinweise zu korrigieren sowie sämtliche Zutaten aller Produkte offenzulegen.
Das Verhalten der Hofpfisterei bezüglich des Themas Markenschutz wurde im Oktober 2013 in der Sendung quer des Bayerischen Rundfunks kritisiert. So berichtete quer, dass die Münchner Hofpfisterei um ihre erfolgreichste Marke, die Pfister-Öko-Sonne, fürchtet und jeden Bäcker, der den Begriff „Sonne“ für eines seiner Produkte bzw. als Namensbestandteil für diese nutzt, abmahnt. Bis zu 18.000 Euro Strafe mussten Kleinbäcker schon zahlen. Die Strafen fallen auch regelmäßig deshalb so hoch aus, weil der Streitwert von der Hofpfisterei mit bis zu 200.000 € angegeben wird. Nach Angaben der Münchner Kanzlei, die die Interessen der Hofpfisterei vertritt, sind seit 2008 mindestens 16 Gerichtsverfahren zu Gunsten der Großbäckerei ausgegangen, zusätzlich ergingen zwei oberlandesgerichtliche Entscheidungen. Nach dem Bekanntwerden des Vorfalls wurde die Hofpfisterei in Sozialen Medien kritisiert. Die Bäckerei löschte daraufhin entsprechende Kommentare von ihrer Facebook-Seite und sperrte sie.